# Championnats du monde de semi-marathon 2002

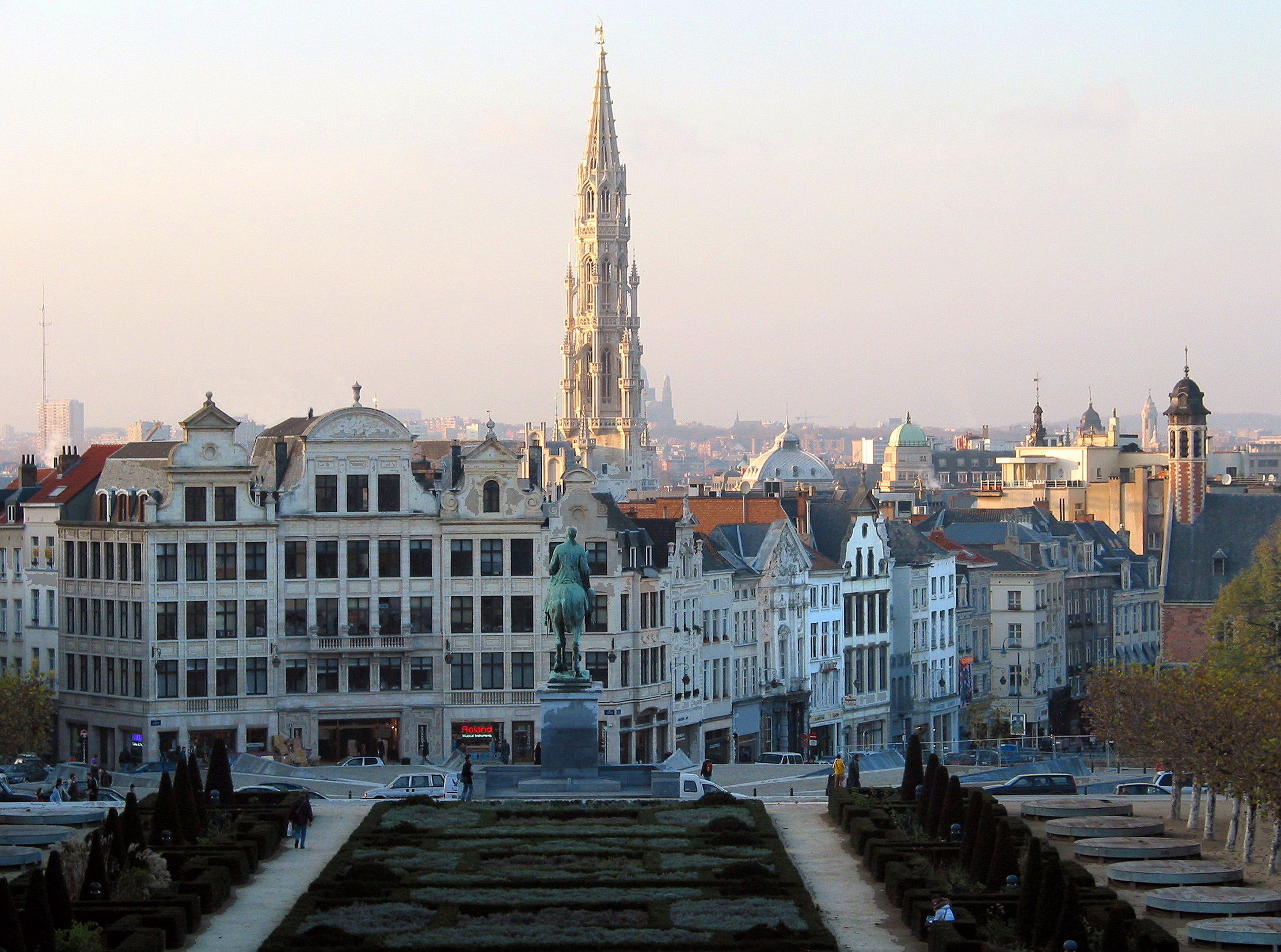
Bruxelles (Belgique), l'hôtel de ville et le centre de la vieille ville vus depuis le Mont des Arts.

Les 11e Championnats du monde de semi-marathon ont eu lieu le 5 mai 2002 à Bruxelles, en Belgique. 201 athlètes issus de 60 nations ont participé à l'évènement.

## Résultats

### Hommes
| Épreuves            | Or                                                                  | Argent                                                     | Bronze                                                             |
| Course individuelle | Paul Kosgei 1 h 00 min 39                                           | Jaouad Gharib 1 h 00 min 42                                | John Yuda 1 h 00 min 57                                            |
| Par équipes         | Kenya Paul Malakwen Kosgei Charles Kamathi Paul Kirui 3 h 00 min 31 | Japon Atsushi Sato Toshihide Kat Kurao Umeki 3 h 02 min 53 | Éthiopie Tesfaye Jifar Amebesse Tolossa Worku Bikila 3 h 05 min 08 |

### Femmes
| Épreuves            | Or                                                                    | Argent                                                                  | Bronze                                                    |
| Course individuelle | Berhane Adere 1 h 09 min 06                                           | Susan Chepkemei 1 h 09 min 13                                           | Jelena Prokopcuka 1 h 09 min 15                           |
| Par équipes         | Kenya Susan Chepkemei Pamela Chepchumba Lenah Cheruiyot 3 h 28 min 22 | Russie Svetlana Zakharova Lyudmila Petrova Irina Safarova 3 h 30 min 05 | Éthiopie Berhane Adere Asha Gigi Leila Aman 3 h 30 min 58 |

## Tableau des médailles
| Rang | Nation | Or | Argent | Bronze | Total |
| ---- | ------ | -- | ------ | ------ | ----- |